# دينيس إسبينوزا
دينيس إسبينوزا (بالإسبانية: Denis Espinoza)‏ هو لاعب كرة قدم نيكاراغوي، ولد في 25 أغسطس 1983 في San Marcos, Carazo ‏ في نيكاراغوا. شارك مع منتخب نيكاراغوا لكرة القدم. أما مع النوادي، فقد لعب مع FC San Marcos ‏.

## وصلات خارجية
- دينيس إسبينوزا على موقع الاتحاد الدولي (مؤرشف)  (الإنجليزية)
- دينيس إسبينوزا على موقع قاعدة بيانات كرة القدم.إي يو (الإنجليزية)
- دينيس إسبينوزا على موقع ناشيونال فوتبول تيمز (الإنجليزية)
- دينيس إسبينوزا على موقع Soccerway.com (الإنجليزية)